# Malaxis ventricosa
Malaxis ventricosa är en orkidéart som först beskrevs av Eduard Friedrich Poeppig och Stephan Ladislaus Endlicher, och fick sitt nu gällande namn av Carl Ernst Otto Kuntze. Malaxis ventricosa ingår i släktet knottblomstersläktet, och familjen orkidéer. Inga underarter finns listade i Catalogue of Life.